# Fußball-Bundesliga 1999-2000 (Austria)
L'edizione 1999-2000 del campionato di calcio della Bundesliga vide la vittoria finale del Tirol Innsbruck.
Capocannoniere del torneo fu Ivica Vastić (Sturm Graz), con 32 reti.

## Classifica finale
|     | Classifica           | G  | V  | N  | P  | GF | GS | Pt |
| --- | -------------------- | -- | -- | -- | -- | -- | -- | -- |
| 1.  | Tirol Innsbruck      | 36 | 24 | 5  | 7  | 54 | 30 | 77 |
| 2.  | Sturm Graz           | 36 | 22 | 8  | 6  | 77 | 32 | 74 |
| 3.  | Rapid Vienna         | 36 | 20 | 6  | 10 | 59 | 29 | 66 |
| 4.  | Austria Vienna       | 36 | 16 | 6  | 14 | 49 | 44 | 54 |
| 5.  | Ried                 | 36 | 15 | 8  | 13 | 56 | 39 | 53 |
| 6.  | Austria Salisburgo   | 36 | 12 | 10 | 14 | 39 | 45 | 46 |
| 7.  | Grazer AK            | 36 | 12 | 6  | 18 | 41 | 62 | 42 |
| 8.  | LASK Linz            | 36 | 10 | 9  | 17 | 41 | 49 | 39 |
| 9.  | Schwarz-Weiß Bregenz | 36 | 10 | 5  | 21 | 39 | 73 | 35 |
| 10. | Austria Lustenau     | 36 | 4  | 7  | 25 | 22 | 74 | 19 |

### Verdetti
- Tirol Innsbruck Campione d'Austria 1999-2000.
- Austria Lustenau retrocesso in 1. Liga.